# Morten Thoresen
Morten Thoresen (2 gennaio 1997) è un lottatore norvegese, specializzato nella lotta greco-romana.

## Biografia
Compete per il Bodø Bryteklubb.
Agli europei di Roma 2020 ha vinto la medaglia d'oro continentale nel torneo dei 67 chilogrammi. 
Ai campionati nordici di Herning 2021 ha vinto l'argento nei 67 kg. Ai mondiali di Oslo 2021 si è classificato al nono posto.

## Palmarès
- Europei

Roma 2020: oro nei 67 kg.
- Campionati nordici

Herning 2021: argento nei 67 kg.